# Игуманија Анастасија (Јовановић)
Анастасија Јовановић (Трњаци код Уба, 26. фебруар 1935 — Манастир Драча, 20. март 2000) била је монахиња Српске православне цркве и старешина Манастира Драче.

## Биографија
Игуманија Анастасија (Јовановић) рођена је 2. фебруара 1935. године у селу Трњаци код општине Уб, од побожних и честитих родитеља. Основну школу завршила је у свом родном месту.
Одрасла је у вишечланој породици са својим старијим братом и две сестре одлази 10. јуна 1950. године у Манастир Жичу код Краљева, ту је остала као искушеница до 19. новембра 1958. године када на челу са игуманијом Јеленом (Јокић), са петнаест сестара прелази у Манастир Драчу код Крагујевца.
Замонашена је 12. јула 1959. године у Манастиру Драчи, од стране епископа шумадијскога господина Валеријана (Стефановића), добивши монашко име Анастасија. Одлуком епископа шумадијскога господина др Саве (Вуковића), након упокојења старешине игуманије  Февроније, постављена је 3. септембра 1991. године за старешину женског Манастира Драче, и Манастира Дивостина код Крагујевца.
Игуманија Анастасија дала је немерљив допринос обнови манастира и унапређењу манастирске економије. Њеном заслугом подигнут је манастирски конак који је генерално освећен 1999. године.
Упокојила се у Господу 20. марта 2000. године у Манастиру Драчи, а сахрањена је 22. марта на монашком гробљу опело је извршио епископ шумадијски Сава, са више свештеномонаха и монахиња.